# Skramouš
Skramouš je vesnice, část města Mšeno v okrese Mělník ve Středočeském kraji. Nachází se asi 2,5 kilometru východně od Mšena. Prochází tudy železniční trať Mladá Boleslav – Mělník, vlaky zde mají zastávku na znamení. Skramouš je také název katastrálního území o rozloze 2,16 km².

## Historie
První písemná zmínka o vesnici pochází z roku 1388.

## Obyvatelstvo
| Rok            | 1869 | 1880 | 1890 | 1900 | 1910 | 1921 | 1930 | 1950 | 1961 | 1970 | 1980 | 1991 | 2001 | 2011 | 2021 |
| -------------- | ---- | ---- | ---- | ---- | ---- | ---- | ---- | ---- | ---- | ---- | ---- | ---- | ---- | ---- | ---- |
| Počet obyvatel | 199  | 197  | 174  | 192  | 165  | 180  | 177  | 103  | 90   | 74   | 51   | 36   | 35   | 25   | 39   |
| Počet domů     | 36   | 37   | 37   | 37   | 31   | 35   | 35   | 34   | 29   | 25   | 17   | 29   | 29   | 23   | 28   |

## Obecní správa
Při sčítání lidu v letech 1850–1979 Skramouš byla samostatnou obcí, se kterým patřila nejprve do okresu Mnichovo Hradiště, ale od roku 1880 v okrese Mělník. Od 1. ledna 1980 je částí města Mšeno v okrese Mělník.

## Pamětihodnosti
- Usedlosti čp. 2, 11, 18, 28 a 32
- Dům čp. 10